# The Cadre
Pour les articles homonymes, voir Cadre.
The Cadre est un journal étudiant de l'Université de l'Île-du-Prince-Édouard à Charlottetown, Île-du-Prince-Édouard, par l'Union des étudiants de UÎPÉ. The Cadre est normalement publié six ou sept fois par année, dépendant des conflits d'horaires avec la période d'examens.
Au printemps 2012, The Cadre a pris un grand pas et pris la décision de cesser de publier sur papier et de publier seulement sur leur site internet. La décision eut beaucoup de soutien et laissât la communauté de UÎPÉ excitée pour la nouvelle année scolaire.

## Source
- (en) Cet article est partiellement ou en totalité issu de l’article de Wikipédia en anglais intitulé « The Cadre (newspaper) » (voir la liste des auteurs).